# Teresa Berger
Teresa Berger (* 20. April 1956 in Hanau) ist eine deutsche Liturgiewissenschaftlerin.     

## Leben
Berger wuchs in einer Familie römisch-katholischen Glaubens in Hanau auf. Ab 1975 studierte sie Theologie am St. John’s College in Nottingham, wo sie 1978 mit dem Lizenziat abschloss. 1981 erwarb sie an der Johannes Gutenberg-Universität Mainz den Magister der Theologie. Nach weiteren Studien in Genf und Mainz folgte 1984 ihre Promotion in Theologie an der Ruprecht-Karls-Universität Heidelberg. Anschließend ging sie mit Hilfe eines Forschungsstipendiums der Deutschen Forschungsgemeinschaft als Postdoc an die Divinity School der Duke University, womit sie dem britischen Theologen Geoffrey Wainwright (1939–2020) dorthin folgte. In den folgenden Jahren lehrte sie an der Divinity School als Assistant Professor of Ecumenical Theology. Zwischenzeitlich erlangte sie in Mainz das Diplom in katholischer Theologie (1988) und promovierte in Liturgiewissenschaften in Münster (1989), wo sie sich 1991 auch habilitierte. Im gleichen Jahr wurde sie an der Divinity School Duke University zum fest angestellten Associate Professor und 2004 schließlich zum Full Professor berufen. Seit 2007 ist sie Professorin für Liturgiewissenschaft an der Yale University.
Ihre Berufung auf einen Lehrstuhl für Liturgiewissenschaft an der Universität Freiburg (Schweiz) im Jahre 1992 scheiterte ebenso wie 1994 eine Berufung an die Ruhr-Universität Bochum an der Verweigerung des Römischen Nihil obstat: In beiden Fällen stand Berger auf dem ersten Platz der Berufungsliste.
Berger lehrt in den Bereichen Liturgiewissenschaften und Katholische Theologie. Schwerpunkte ihrer Forschung waren lange Zeit die Schnittstellen dieser Disziplinen mit den Genderstudien. In jüngerer Zeit beschäftigt sie sich mit Fragen der Liturgie und Schöpfung sowie liturgischen Praktiken in der Digitalen Welt.
2003 wurde Berger mit dem Herbert-Haag-Preis ausgezeichnet.

## Schriften (Auswahl)
- Liturgie – Spiegel der Kirche. Eine systematisch-theologische Analyse des liturgischen Gedankenguts im Traktarianismus. Göttingen 1986, ISBN 3-525-56259-4.
- Theologie in Hymnen? Zum Verhältnis von Theologie und Doxologie am Beispiel der „Collection of hymns for the use of the people called methodists“ (1780). Telos-Verlag, Altenberge 1989, ISBN 3-89375-015-0.
- Liturgie und Frauenseele. Die liturgische Bewegung aus der Sicht der Frauenforschung. Kohlhammer, Stuttgart 1993, ISBN 3-17-012197-9.
- Sei gesegnet, meine Schwester. Frauen feiern Liturgie. Geschichtliche Rückfragen, praktische Impulse, theologische Vergewisserungen. Echter, Würzburg 1999, ISBN 3-429-02135-9.